# Championnat du Japon de Formule 3000 1989
Le championnat du Japon de F3000 1989 a été remporté par le Japonais Hitoshi Ogawa, sur une Lola-Mugen de l'écurie Auto Beaurex.

## Règlement sportif
- L'attribution des points s'effectue selon le barème 9,6,4,3,2,1
- Seuls les six meilleurs résultats sont retenus

## Courses de la saison 1989
| Date         | Lieu       | Vainqueur         | Nationalité | Voiture       | Écurie       |
| 5 mars       | Suzuka     | Kazuyoshi Hoshino | Japon       | Lola-Mugen    | Team Impul   |
| 16 avril     | Fuji       | Ross Cheever      | États-Unis  | Reynard-Mugen | Dome         |
| 14 mai       | Nishinihon | Ross Cheever      | États-Unis  | Reynard-Mugen | Dome         |
| 28 mai       | Suzuka     | Emanuele Pirro    | Italie      | Reynard-Mugen | Team LeMans  |
| 30 juillet   | Sugo       | Takao Wada        | Japon       | Lola-Mugen    | Advan Sport  |
| 13 août      | Fuji       | Kazuyoshi Hoshino | Japon       | Lola-Mugen    | Team Impul   |
| 24 septembre | Suzuka     | Hitoshi Ogawa     | Japon       | Lola-Mugen    | Auto Beaurex |
| 5 novembre   | Suzuka     | Masahiro Hasemi   | Japon       | Lola-Mugen    | Speed Star   |

## Classement des pilotes
| Classement | Pilote              | Pays        | Voiture          | Écurie          | Nombre de points |
| ---------- | ------------------- | ----------- | ---------------- | --------------- | ---------------- |
| 1er        | Hitoshi Ogawa       | Japon       | Lola-Mugen       | Auto Beaurex    | 33               |
| 2e         | Ross Cheever        | États-Unis  | Reynard-Mugen    | Dome            | 30               |
| 3e         | Kazuyoshi Hoshino   | Japon       | Lola-Mugen       | Team Impul      | 22               |
| 4e         | Masahiro Hasemi     | Japon       | Lola-Mugen       | Speed Star      | 21               |
| 5e         | Masanori Sekiya     | Japon       | March-Mugen      | Leyton House    | 21               |
| 6e         | Emanuele Pirro      | Italie      | Reynard-Mugen    | Team LeMans     | 11               |
| 7e         | Takao Wada          | Japon       | Lola-Mugen       | Advan Sport     | 9                |
| 8e         | Mauro Martini       | Italie      | Lola-Mugen       | Sundai          | 9                |
| 9e         | Hideki Okada        | Japon       | March-Mugen      | Leyton House    | 8                |
| 10e        | Paolo Barilla       | Italie      | Lola-Mugen       | Nakajima Racing | 6                |
| 10e        | Akihiko Nakaya      | Japon       | Lola-Mugen       | Team Nova       | 6                |
| 12e        | Jeff Krosnoff       | États-Unis  | Lola-Mugen       | Speed Star      | 6                |
| 13e        | Geoff Lees          | Royaume-Uni | Reynard-Mugen    | Team LeMans     | 5                |
| 14e        | Keiji Matsumoto     | Japon       | Reynard-Mugen    | Dome            | 4                |
| 15e        | Kunimitsu Takahashi | Japon       | Lola-Mugen       | Team Nova       | 3                |
| 15e        | Marco Apicella      | Italie      | Lola-Cosworth    | Team LeMans     | 3                |
| 17e        | Fabrizio Barbazza   | Italie      | Lola-Cosworth    | MSD             | 1                |
| 17e        | Osamu Nakako        | Japon       | Lola-Mugen       | Nakajima Racing | 1                |
| 17e        | Toshio Suzuki       | Japon       | Reynard-Cosworth | Racing Heroes   | 1                |